# 娥清
娥 清（が せい、生年不詳 - 436年頃）は、中国の北魏の軍人。本貫は代郡。もとの名は拓跋娥清。

## 経歴
若くして戦功を重ね、振威将軍に累進した。417年、東晋の劉裕が朱超石を派遣して平原郡に侵攻させ、北魏軍を破った。朱超石は畔城まで来て退却した。娥清は長孫道生とともにこれを追撃し、黄河にいたって、その部将の楊豊を捕らえた。平城に帰還すると、給事黄門侍郎となった。明元帝の命を受けて、徒河の民を説得して平城に移住させた。422年、明元帝が南巡して鄴に到着すると、娥清は中領軍将軍となり、宋兵将軍の周幾らとともに黄河を渡り、泰山・高平・金郷の諸郡を平定した。423年、湖陸に到着すると、高平郡の民が集結して北魏軍に反抗したので、娥清らは数千家を殺害し、1万人あまりを捕らえた。須昌侯の爵位を受けた。娥清は周幾らとともに枋頭に駐屯した。424年、枋頭から平城に帰還し、仮の征南将軍となり、東平公に進んだ。425年、太武帝が北伐すると、娥清は平陽王長孫翰とともに東道をとって長川に出て柔然を討ち、大勝して帰還した。宗正卿に転じた。427年、夏の統万城を落とし、奚斤とともに赫連昌を安定まで追って、赫連昌と対峙した。428年、安頡が赫連昌を捕らえると、赫連昌の弟の赫連定が西に逃亡したため、奚斤はこれを追撃した。娥清は川に沿って進軍しようとしたが、奚斤に聞き入れられず、奚斤とともに赫連定に捕らえられてしまった。430年、太武帝が平涼を落とすと、帰国できた。後に并州に駐屯し、山胡の白龍を西河で討ち、白龍の父とその将帥を斬り、その城を落とした。436年、平東将軍となり、古弼らとともに北燕を討った。龍城を陥落させ、馮弘が東に逃亡すると、高荀子がこれを追撃しようとした。ところが古弼が酔って抜刀し、高荀子の追撃をとどめたため、馮弘の高句麗への逃亡を許してしまった。太武帝はこれを聞いて激怒し、古弼と娥清を檻車に入れて護送させ、ふたりを門番の兵に落とした。娥清は邸で死去した。
子の娥延は、員外散騎常侍となり、南平公の爵位を受けた。

## 伝記資料
- 『魏書』巻三十 列伝第十八
- 『北史』巻二十五 列伝第十三